# MINERVA (cable submarino)
MINERVA es un sistema de cable de telecomunicaciones submarino en el Mar Mediterráneo que conecta Italia con Chipre.
Tiene puntos de amarre en:
- Mazara del Vallo, provincia de Trapani, Sicilia, Italia
- Catania, provincia de Catania, Sicilia, Italia
- Yeroskipou/Geroskipou, Distrito de Pafos, Chipre
- Pentaskhinos, Chipre

Pentaskhinos se conecta a Catania agregando una unidad de ramificación submarina y un nuevo segmento al sistema MedNautilus existente, y Yeroskipou se conecta a Mazara del Vallo actualizando la parte relevante del sistema de cable LEV.
El subsistema Minerva es operado y administrado por MedNautilus, una subsidiaria de propiedad total de Telecom Italia Sparkle.